# Мар'ян Веліцу
Мар'ян Веліцу (рум. Marian Velicu; 4 липня 1977, Комана, Джурджу — 10 липня 2024) — румунський боксер, призер чемпіонатів світу та Європи.

## Спортивна кар'єра
На чемпіонаті Європи 2000 Мар'ян Веліцу завоював бронзову медаль.
- В 1/8 фіналу переміг Рудольфа Діді (Словаччина) — 9-1
- У чвертьфіналі переміг Рафаеля Лосано (Іспанія) — 9-4

В півфіналі мав зустрітися з Сергієм Казаковим (Росія), але не вийшов через травму.
На Олімпійських іграх 2000 в першому бою переміг Рамазана Беліогли (Туреччина) — 20-8, а в другому програв Маікро Ромеро (Куба) — RSC.
На чемпіонаті світу 2001 переміг трьох суперників, а у фіналі не вийшов на бій проти Яна Бартелемі (Куба) і отримав срібну медаль.